# Poiares (Peso da Régua)
Poiares, ou Poiares da Régua, como usualmente é conhecida, é uma povoação portuguesa do Município do Peso da Régua e do Distrito de Vila Real, que foi sede da extinta Freguesia de Poiares, freguesia que tinha 11,80 km² de área e 802 habitantes (2011), e, por isso, uma densidade populacional de 68 hab/km². Além da povoação sede, a Freguesia de Poiares incluia as localidades de Barreiro, Estrada, Seara d'Ordens, Ceara e Vila Seca de Poiares.
A Freguesia de Poiares foi extinta (agregada), pela última reorganização administrativa do território das freguesias, de acordo com a Lei nº 11-A/2013 de 28 de Janeiro, tendo o seu território sido agregado ao da Freguesia de Canelas (Peso da Régua) para passar a constituir a União das Freguesias de Poiares e Canelas com sede em Poiares.

## População
| Número de habitantes | Número de habitantes | Número de habitantes | Número de habitantes | Número de habitantes | Número de habitantes | Número de habitantes | Número de habitantes | Número de habitantes | Número de habitantes | Número de habitantes | Número de habitantes | Número de habitantes | Número de habitantes | Número de habitantes |
| -------------------- | -------------------- | -------------------- | -------------------- | -------------------- | -------------------- | -------------------- | -------------------- | -------------------- | -------------------- | -------------------- | -------------------- | -------------------- | -------------------- | -------------------- |
| 1864                 | 1878                 | 1890                 | 1900                 | 1911                 | 1920                 | 1930                 | 1940                 | 1950                 | 1960                 | 1970                 | 1981                 | 1991                 | 2001                 | 2011                 |
| 2 640                | 2 683                | 2 652                | 2 468                | 2 533                | 2 358                | 2 780                | 3 099                | 3 543                | 3 168                | 3 890                | 1 184                | 1 142                | 918                  | 802                  |

(Obs.: Número de habitantes "residentes", ou seja, que tinham a residência oficial neste concelho à data em que os censos  se realizaram.)
À semelhança de outras povoações que se situam no interior de Portugal, Poiares da Régua encontra-se com o passar dos anos cada vez mais despovoada, consequência da elevada taxa de imigração da população mas também da perda de serviços que afetam toda esta região.

## História
A fundação da povoação de Poiares remonta ao século XII.
De facto, em 1193 D. Sancho I fez a doação de um casal de terras, no actual lugar de Poiares, aos jograis Bonamis e seu irmão Acompaniado, os dois actores mais antigos portugueses, como forma de pagamento do espectáculo de arremedilho que realizaram.
Entretanto, foi nestes tempos que começaram a haver representações litúrgicas por ocasião das principais festividades católicas (ver "O Teatro português antes de Gil Vicente"), pelo que desde muito cedo Poiares começou a sua actividade na religião católica, ficando desde 28 de Junho de 1205 a pertencer à Ordem Hospitalar de São João de Jerusalém, também conhecida por Ordem dos Hospitalários, a qual a partir do ano de 1530 passou a ter a designação de Ordem de Malta.
Não esquecendo a grande Comenda que foi desta Ordem, é assim que esta freguesia ostenta nos seus Brasão e Bandeira a insigne Cruz de Malta.
Como testemunhos da sua história, guarda na sua Igreja Matriz uma cruz processional em prata, chamada "Santa Cruz de Poiares", datada de 1225 e mandada fazer por Afonso Mendes - Prior da Ordem do Hospital, como também abreviadamente era conhecida esta Ordem. Tem também vestígios da referida grande Comenda de São Miguel de Poiares, a qual tinha ainda anexas as Vigararias de Freixiel e Abreiro, pertencentes que foram à sagrada religião da Ordem dos Hospitalários.

## Salesianos
Poiares acolheu um dos Colégios Salesianos da Província Salesiana Portuguesa. Nele estudavam alunos das aldeias circundantes, mas também alunos de toda a região de Trás-os-Montes e Alto Douro, sendo que estes ficavam em regime interno. A escola incluia os 2.º e 3.º ciclos de escolaridade.
A torre do colégio é um marco da aldeia, que pode ser visível até vários quilómetros de distância.
Em Junho de 2018 o colégio fechou.
Em meados de 2019 o Colégio Salesiano de Poiares, outrora destinado à formação educativa, foi adquirido pela Associação 2000 de Apoio ao Desenvolvimento - A 2000. Esta associação destina-se a apoiar pessoas com dificuldades de integração social, abrangendo assim várias idades e incapacidades. Muitos foram os benefícios que a aquisição destas instalações trouxe à freguesia de Poiares, tais como o surgimento de novos postos de trabalho, o alargamento da rede de fibra ótica e maior dinamização da localidade.

## Património Cultural
- Estação arqueológica do Alto da Fonte do Milho
- Marco granítico n.º 24
- Marco granítico n.º 25

## Outro Património
- Igreja Matriz de S. Miguel de Poiares
- Casa da Comenda de São Miguel de Poiares
- Capela da Senhora da Graça
- Capela de Santa Bárbara
- Solar da Casa Grande, que foi inicialmente dos Botelhos, Alcaides-mores de Vila Real, na sucessão dos descendentes de Afonso Lourenço de Matos e de s.m Dona Maria Botelho, filha de Afonso Botelho, 1º Alcaide-Mor de Vila Real, e irmã de Pedro Botelho, 2º Alcaide-Mor, Comendadores de Poiares, na Ordem de Cristo.
- Colégio Salesiano de Poiares
- Centro Social e Paroquial D. Manuel Vieira de Matos